# Braham Lyons, Baron Lyons of Brighton
Braham Jack Dennis Lyons, Baron Lyons of Brighton (Geburtsname: Braham Jack Lyons; * 11. September 1918 in Brighton; † 18. Januar 1978) war ein britischer Journalist und Berater für Öffentlichkeitsarbeit, der einer der wichtigsten Redenschreiber des langjährigen Premierminister Harold Wilson war und 1975 als Life Peer aufgrund des Life Peerages Act 1958 Mitglied des House of Lords wurde.

## Leben
Der als Braham Jack Lyons geborene Lyons war Sohn eines Buchmachers und begann nach dem Schulbesuch eine Tätigkeit als Journalist und Public Relations-Berater. 1946 wurde er Chef des Feuilleton der Wochenzeitung Everybody’s Weekly und fungierte später zwischen 1968 und 1975 als Direktor und Partner der Werbeagentur Traverse, Healy, Lyons & Partners. Daneben wirkte er als unabhängiger Berater für Öffentlichkeitsarbeit und als einer der bedeutendsten Redenschreiber von Harold Wilson, der zwischen 1964 und 1970 sowie erneut von 1974 bis 1976 Premierminister von Regierungen der Labour Party war. Für die Wahlkämpfe und öffentlichen Auftritte Wilsons prägte Lyons Begriffe wie Yesterday’s Men (1970) für Wilsons Gegner der Conservative Party um Edward Heath sowie Social Contract (1972).
Auf Vorschlag von Harold Wilson wurde Lyons durch ein Letters Patent vom 22. Januar 1975 als Life Peer mit dem Titel Baron Lyons of Brighton, of Brighton in the County of East Sussex, in den Adelsstand erhoben und gehörte bis zu seinem Tod knapp drei Jahre später dem House of Lords als Mitglied an. Seine offizielle Einführung (Introduction) in das Oberhaus erfolgte am 4. Februar 1975 mit Unterstützung durch Alice Bacon, Baroness Bacon und Peter Lovell-Davis, Baron Lovell-Davis.